# Lolif
Lolif est une commune française, située dans le département de la Manche en région Normandie, peuplée de 608 habitants.

## Géographie
La commune est à l'ouest de l'Avranchin. Son bourg est à 6 km au sud-est de Sartilly, à 8 km au nord d'Avranches et à 8,5 km au sud de La Haye-Pesnel.
Le point culminant (120 m) se situe en limite nord, sur une pente qui atteint un mètre de plus sur la commune voisine des Chambres. Le point le plus bas (9 m) correspond à la sortie du Vergon du territoire, au sud.
| Sartilly-Baie-Bocage (comm. dél. de Montviron)          | Le Grippon (comm. dél. des Chambres) | Subligny                         |
| Sartilly-Baie-Bocage (comm. dél. de Montviron), Bacilly | Lolif                                | Subligny, Saint-Jean-de-la-Haize |
| Bacilly                                                 | Marcey-les-Grèves                    | Saint-Jean-de-la-Haize           |

### Hydrographie
La commune est située dans le bassin Seine-Normandie. Elle est drainée par la Braize, le cours d'eau 01 de Chanterre, le cours d'eau 14 des Vallées, le fossé 01 de la Renoudière, le fossé 01 de Poncel, le fossé 01 de Vesval, le fossé 01 des Tesnières, le fossé 12 du Hamel et  et un autre petit cours d'eau,.
La Braize, d'une longueur de 16 km, prend sa source dans la commune du Parc et se jette  dans la Sée à Marcey-les-Grèves, après avoir traversé huit communes. Les caractéristiques hydrologiques de la Braize sont données par la station hydrologique située sur la commune. Le débit moyen mensuel est de 0,389 m3/s. Le débit moyen journalier maximum est de 4,39 m3/s, atteint lors de la crue du 12 novembre 2000. Le débit instantané maximal est quant à lui de 9,46 m3/s, atteint le 19 mai 1999.

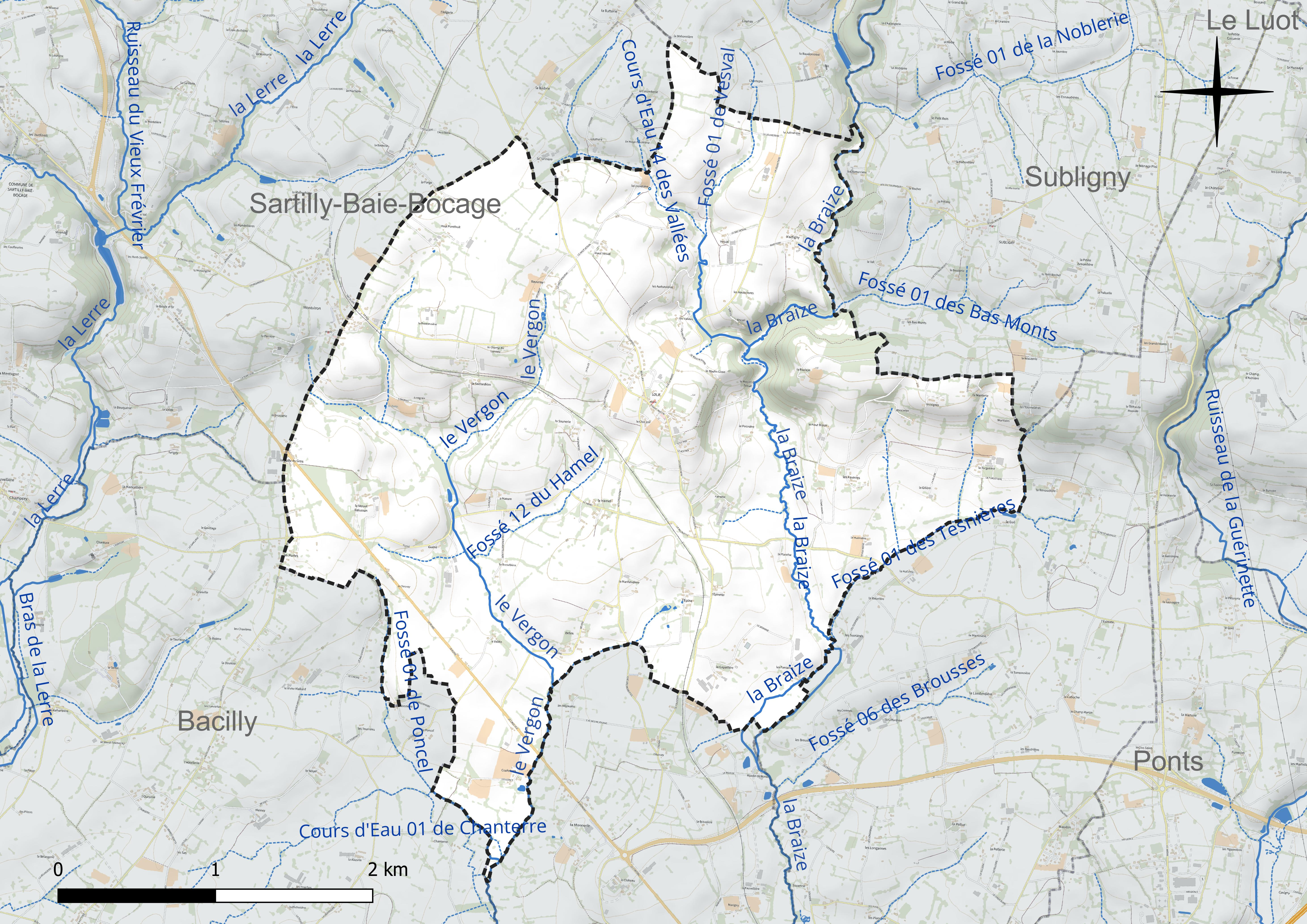
Réseau hydrographique de Lolif.

### Climat
Pour des articles plus généraux, voir Climat de la Normandie et Climat de la Manche.
En 2010, le climat de la commune est de type climat océanique franc, selon une étude du CNRS s'appuyant sur une série de données couvrant la période 1971-2000. En 2020, Météo-France publie une typologie des climats de la France métropolitaine dans laquelle la commune est exposée à un climat océanique et est dans la région climatique  Bretagne orientale et méridionale, Pays nantais, Vendée, caractérisée par une faible pluviométrie en été et une bonne insolation. Parallèlement le GIEC normand, un groupe régional d’experts sur le climat, différencie quant à lui, dans une étude de 2020, trois grands types de climats pour la région Normandie, nuancés à une échelle plus fine par les facteurs géographiques locaux. La commune est, selon ce zonage, exposée à un « climat maritime », correspondant au Cotentin et à l'ouest du département de la Manche, frais, humide et pluvieux, où les contrastes pluviométrique et thermique sont parfois très prononcés en quelques kilomètres quand le relief est marqué.
Pour la période 1971-2000, la température annuelle moyenne est de 10,9 °C, avec une amplitude thermique annuelle de 12,1 °C. Le cumul annuel moyen de précipitations est de 900 mm, avec 13,7 jours de précipitations en janvier et 8,5 jours en juillet. Pour la période 1991-2020, la température moyenne annuelle observée sur la station météorologique la plus proche, située sur la commune de Longueville à 18 km à vol d'oiseau, est de 11,9 °C et le cumul annuel moyen de précipitations est de 802,4 mm,. Pour l'avenir, les paramètres climatiques de la commune estimés pour 2050 selon différents scénarios d’émission de gaz à effet de serre sont consultables sur un site dédié publié par Météo-France en novembre 2022.

## Urbanisme

### Typologie
Au 1er janvier 2024, Lolif est catégorisée commune rurale à habitat très dispersé, selon la nouvelle grille communale de densité à sept niveaux définie par l'Insee en 2022. Elle est située hors unité urbaine. Par ailleurs la commune fait partie de l'aire d'attraction d'Avranches, dont elle est une commune de la couronne,. Cette aire, qui regroupe 32 communes, est catégorisée dans les aires de moins de 50 000 habitants,.

### Occupation des sols
L'occupation des sols de la commune, telle qu'elle ressort de la base de données européenne d’occupation biophysique des sols Corine Land Cover (CLC), est marquée par l'importance des territoires agricoles (96,5 % en 2018), une proportion sensiblement équivalente à celle de 1990 (96,9 %). La répartition détaillée en 2018 est la suivante : prairies (47,4 %), zones agricoles hétérogènes (36,2 %), terres arables (13 %), forêts (3,1 %), zones urbanisées (0,4 %). L'évolution de l’occupation des sols de la commune et de ses infrastructures peut être observée sur les différentes représentations cartographiques du territoire : la carte de Cassini (XVIIIe siècle), la carte d'état-major (1820-1866) et les cartes ou photos aériennes de l'IGN pour la période actuelle (1950 à aujourd'hui).

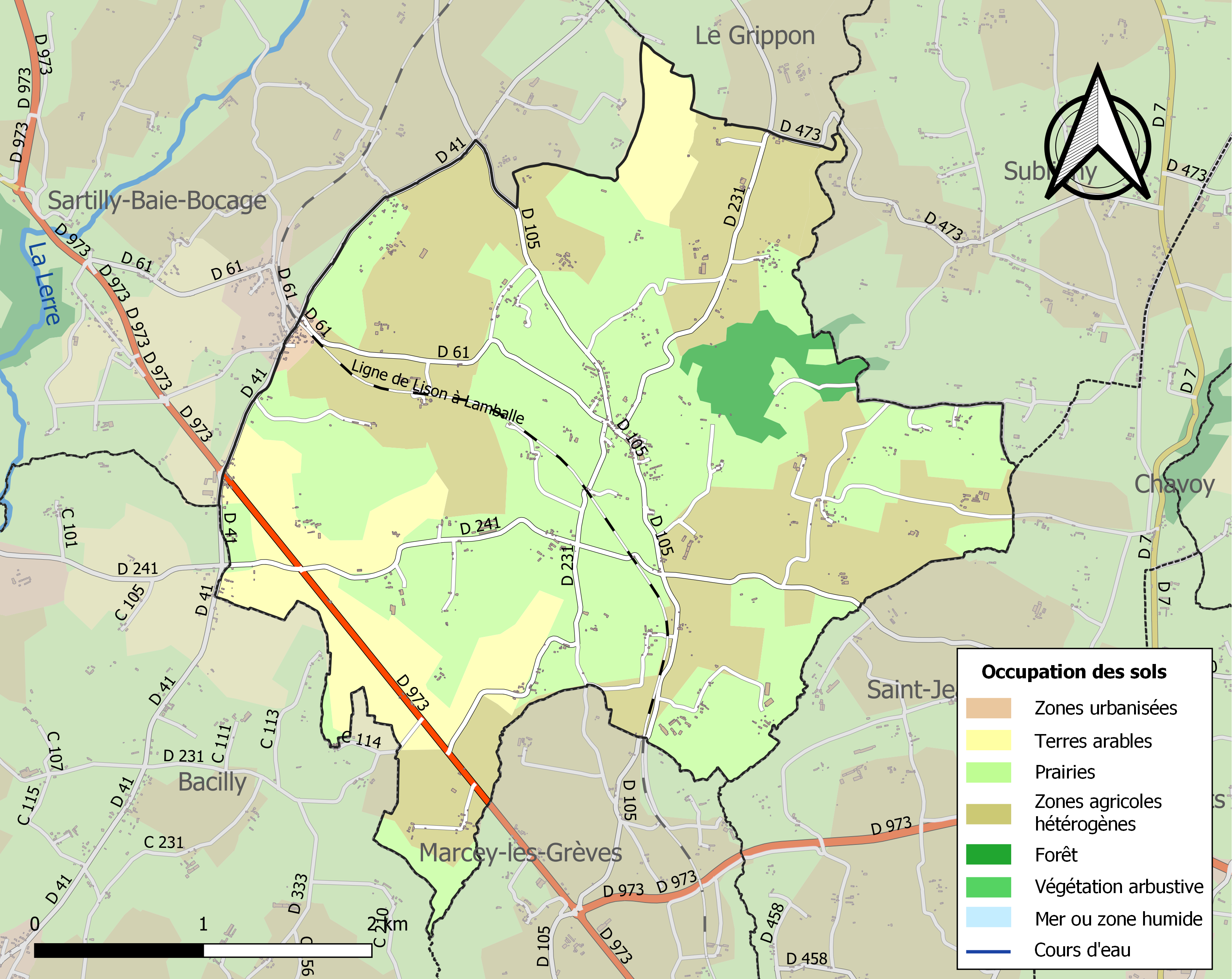
Carte des infrastructures et de l'occupation des sols de la commune en 2018 (CLC).

## Toponymie
Le nom de la localité est attesté sous les formes de Olivo, de Oliveto et partem Olivi en 1154, Olivum sans date, dérivé du scandinave olova.
Lolif serait une graphie fautive de L'Olif, « l'olivier » en ancien français. René Lepelley évoque une allusion au mont des Oliviers.
Le gentilé est Lolivais.

## Histoire
Le premier seigneur connu est Guillaume de Lolif (Willelmus de Olivo) qui en 1084 est signataire de la charte de Vezins. Vers 1200, l'église relevait de l'abbaye de Hambye.
Françoise Lottin de la Peichardière, dame de Guéné, née Adam à Granville, morte à Lolif, et Françoise Montjaret de Kerjégu, veuve Boudier de Colleville, dame du Mesnil-Balusson firent toutes deux partie de la « fournée d'Avranches ». Parties le 7 thermidor an II (25 juillet 1794) d'Avranches, elles arrivèrent le lendemain de l'exécution de Robespierre, ce qui leur sauva la vie.

## Politique et administration
| Période                                  | Période   | Identité        | Étiquette | Qualité           |
| ---------------------------------------- | --------- | --------------- | --------- | ----------------- |
| 1861                                     | 1877      | Louis Gombert   |           |                   |
|                                          |           |                 |           |                   |
| mars 1995                                | mars 2001 | Gilles Clouard  |           |                   |
| mars 2001                                | mars 2008 | Patrice Olivier | SE        |                   |
| mars 2008                                | En cours  | Michel Rault    | SE        | Artisan menuisier |
| Les données manquantes sont à compléter. |           |                 |           |                   |

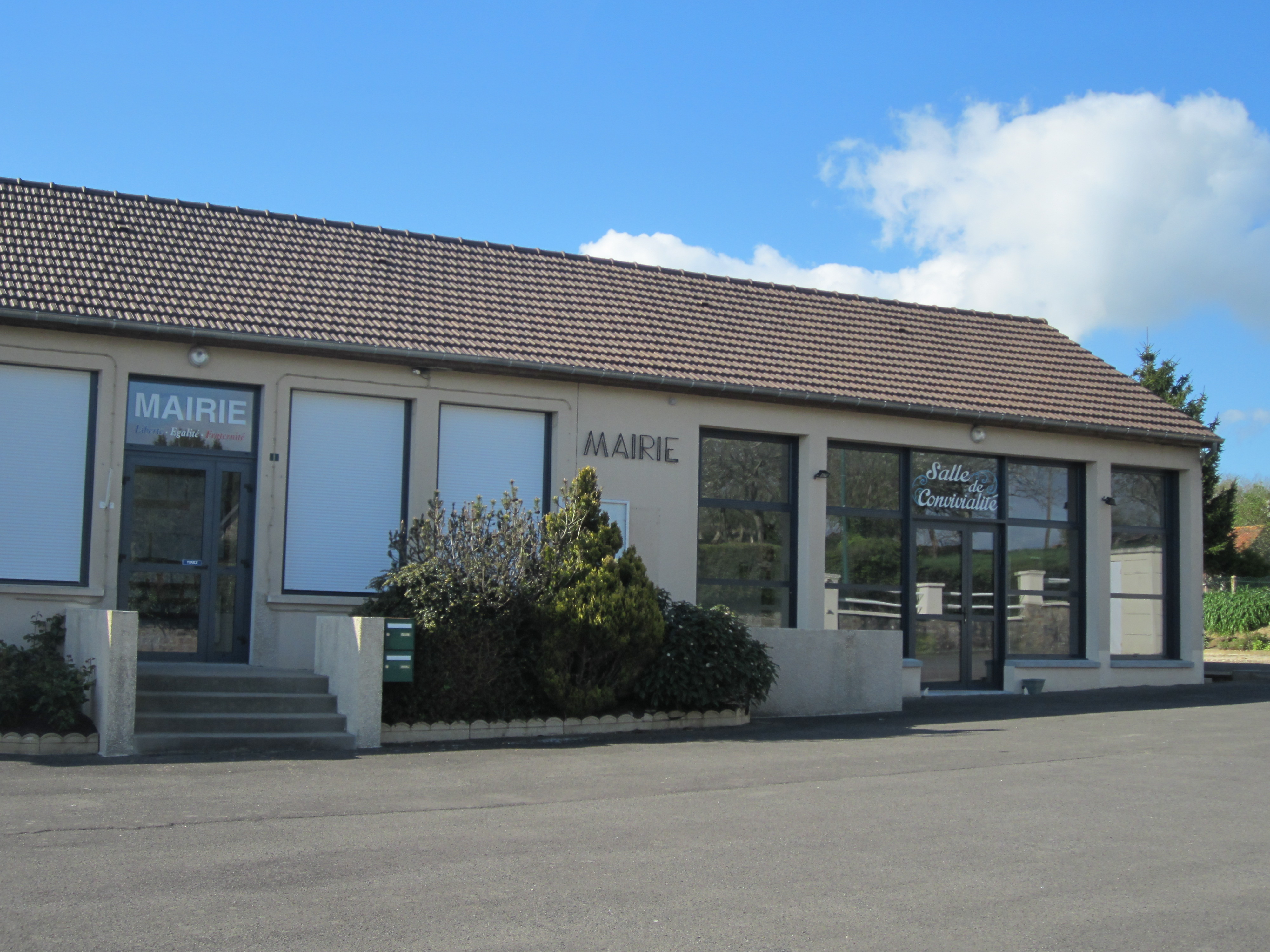
La mairie.

Le conseil municipal est composé de quinze membres dont le maire et deux adjoints.

## Démographie
L'évolution du nombre d'habitants est connue à travers les recensements de la population effectués dans la commune depuis 1793. Pour les communes de moins de 10 000 habitants, une enquête de recensement portant sur toute la population est réalisée tous les cinq ans, les populations de référence des années intermédiaires étant quant à elles estimées par interpolation ou extrapolation. Pour la commune, le premier recensement exhaustif entrant dans le cadre du nouveau dispositif a été réalisé en 2004.
En 2022, la commune comptait 608 habitants, en évolution de +9,16 % par rapport à 2016 (Manche : −0,31 %, France hors Mayotte : +2,11 %).
Lolif a compté jusqu'à 1 085 habitants en 1831 et en 1836.
| 1793  | 1800 | 1806  | 1821  | 1831  | 1836  | 1841  | 1846  | 1851 |
| ----- | ---- | ----- | ----- | ----- | ----- | ----- | ----- | ---- |
| 1 028 | 909  | 1 014 | 1 007 | 1 085 | 1 085 | 1 058 | 1 002 | 967  |

| 1856 | 1861 | 1866 | 1872 | 1876 | 1881 | 1886 | 1891 | 1896 |
| ---- | ---- | ---- | ---- | ---- | ---- | ---- | ---- | ---- |
| 931  | 938  | 908  | 907  | 872  | 844  | 820  | 811  | 719  |

| 1901 | 1906 | 1911 | 1921 | 1926 | 1931 | 1936 | 1946 | 1954 |
| ---- | ---- | ---- | ---- | ---- | ---- | ---- | ---- | ---- |
| 712  | 724  | 720  | 631  | 654  | 667  | 641  | 629  | 676  |

| 1962 | 1968 | 1975 | 1982 | 1990 | 1999 | 2004 | 2006 | 2009 |
| ---- | ---- | ---- | ---- | ---- | ---- | ---- | ---- | ---- |
| 637  | 546  | 516  | 523  | 527  | 522  | 560  | 565  | 548  |

| 2014 | 2019 | 2022 | - | - | - | - | - | - |
| ---- | ---- | ---- | - | - | - | - | - | - |
| 555  | 583  | 608  | - | - | - | - | - | - |

## Lieux et monuments
- Église Saint-Martin des XIIe, XVIe – XVIIIe siècles avec un beau chœur gothique. Cette église dépend de la paroisse Saint-Auguste-Chapdeleine du doyenné du Pays de Granville-Villedieu[39]. Elle abrite un maître-autel du XVIIe, des fonts baptismaux du XVIIe, un vitrail du chœur représentant l'Adoration des mages (1980) par Tamoni, une verrière du XXe de Mazuet, les statues en bois du XVIIe de saint Sébastien et saint Jean, des pierres tombales des XVIIe-XVIIIe[30] et un bénitier en granit.
- Presbytère construit en 1700, et reconvertit en logements communaux.
- Manoir du Mesnil-Balusson XVe siècle, restauré. Il fut la possession de Jean-Baptiste Tesson (1678-1753), baptisé à Lolif et mort au Palais Royal à Paris, seigneur du Mesnil-Balusson, premier écuyer des ducs d'Orléans Philippe dit le Régent et Louis. Ida d'Auxais d'Haudienville (1827-1896), écrivain voyageur décédera au Mesnil-balusson[30].
- Vestiges du manoir de Guéné.
- Calvaire de la Secouëtte dont le nom serait associé aux bagarres entre conscrits de Lolif et Marcey dites les « secouées »[30].
- Croix de chemin dites du Hamel du XVIIe siècle, de Coulonce du XVIIe siècle et des Corvées du XIXe siècle.
- Lolif comptait huit moulins dont celui du Thoué (Thollé) qui a cessé de fonctionner après 1945, et celui de Guéné qui a été transformé en fromagerie en 1900[30].
- Lavoirs à la Jolivetière et au Rouvray.

Pour mémoire
Les manoirs du Chesnay et du Rouvray qui ont complètement disparu.

## Personnalités liées à la commune
- Bertrand de Bacilly (Lolif, 1621 - Paris, 1690), chanteur, compositeur, maître de musique et théoricien.

## Héraldique
| Blason de Lolif | Blason  | De sinople au chevron ondé d'argent accompagné en chef de deux pommes feuillées d'or et en pointe d'une harpe du même. |
| Blason de Lolif | Détails | Le statut officiel du blason reste à déterminer.                                                                       |